# Fondaco dei Turchi
Fondaco dei Turchi (beneško Fontego dei Turchi, turško Türk Hanı) je gotska palača, kasneje imenovana Turško gostišče, ob Canalu Grande v Benetkah v severovzhodni Italiji.
Augustus Hare jo je v 19. stoletju opisal kot »bizantinsko palačo iz 9. stoletja in eno najzgodnejših stavb, ne cerkvenih, v Benetkah... Pred nekaj leti je bila ena najbolj edinstvenih in radovednih stavb v Evropi in najpomembnejši primerek italo-bizantinske arhitekture, vendar jo je ... vlada leta 1869 posodobila in skoraj obnovila.«

## Zgodnja zgodovina
Palačo je v prvi polovici 13. stoletja zgradil Giacomo Palmier, izgnanec iz Pesara. Beneška republika jo je kupila leta 1381 za Niccolò II. d'Este, markiza iz Ferrare. V svoji zgodnji zgodovini je palača služila tudi kot rezidenca številnim gostujočim veljakom.

## Turški geto
Od začetka 17. stoletja do leta 1838 je fondaco služil kot enostavbni geto za beneško osmansko turško prebivalstvo (torej dei Turchi). Fondaco (iz arabščine fonduk) je takrat služil kot kombinacija doma, skladišča in trga za turške trgovce, saj je Fondaco dei Tedeschi služil kot sedež in omejeni bivalni prostori za nemške tujce.
Za fondaco in njegove prebivalce so bile postavljene številne omejitve, vključno z določenim časom vstopa in izstopa iz geta, pa tudi pri trgovanju. Med drugim so beneški Turki v mesto uvažali vosek, surovo nafto in volno. Potem ko je Beneško republiko osvojil in ukinil Napoleon Bonaparte leta 1797, so turški trgovci živeli v palači do leta 1838. Stavba je bila do sredine 19. stoletja v zelo slabem stanju in je bila med letoma 1860 in 1880 popolnoma obnovljena. Nekaj novosti je bilo dodanih izvirnemu beneško-bizantinskemu dizajnu: na primer, prvotno ni bilo nobenih stolpov na obeh straneh.

## Danes
Od leta 1890 do 1923 je bilo območje dom zbirke Museo Correr, ki je bila po letu 1923 preseljena v muzeja Procuratie Nuove in Ala Napoleonica na Piazza San Marco. Danes je na tem območju Prirodoslovni muzej Benetk z zgodovinsko zbirke flore in favne, fosilov in akvarija.

## Opis
Fontego dei Turchi je dvonadstropna stavba, predmet obnove, katere cilj je bila rekonstrukcija v čim bolj podobni izvirni obliki , zgrajena od leta 1869 po projektu Federica Bercheta in trajala približno petdeset let. Kljub temu so nekateri elementi tipične strukture skladišča in beneško-bizantinske slogovne zasnove, ki so bili značilni za beneško arhitekturo 13. stoletja, še vedno berljivi: nizka višina stavbe je skupna značilnost skladišč, ki ima predvsem skladiščno funkcija.
Fasada ima pritličje, ki ga zaznamuje deset okroglih lokov in ložo z osemnajstimi manjšimi oboki, ki jih navdihuje stara fasada. Ob straneh je Berchet dodal dva stolpa, zgibni na treh nivojih. Na celotnem pročelju prevladujejo zidci, ki jih pred obnovo ni bilo. Številni okraski (patera, skulpture, okvirji), uporabljeni pri obnovi, so reciklirani materiali ali lažne skulpture, narejene po navdihu bizantinske arhitekture.
Sobe stavbe gledajo na osrednje dvorišče s portikom v pritličju.
- Palača, vidna z nasprotnega brega Canala Grande na fotografiji Paola Montija iz leta 1969
- Stranski pogled
- Detajl dekoracije stranskega vhoda
- Detajl dekoracije stranskega vhoda